# Wladimir Anatoljewitsch Pronin
Wladimir Anatoljewitsch Pronin, russisch Владимир Анатольевич Пронин, engl. Transkription Vladimir Pronin, (* 27. Mai 1969 in Moskau) ist ein ehemaliger russischer Hindernis- und Langstreckenläufer.
Insgesamt wurde er achtmal nationaler Meister über 3000 m Hindernis (1992–1997, 1999, 2000). 1993 wurde er zudem russischer Hallenmeister über 3000 m.
1993 schied er über 3000 m Hindernis bei den Leichtathletik-Weltmeisterschaften in Stuttgart im Vorlauf aus und gewann Silber bei der Universiade. In derselben Disziplin wurde er bei den Leichtathletik-Europameisterschaften 1994 in Helsinki Fünfter und bei den Weltmeisterschaften 1995 in Göteborg Siebter. Bei den Olympischen Spielen 1996 in Atlanta schied er im Vorlauf aus, bei den Weltmeisterschaften 1997 in Athen erreichte er das Halbfinale, und bei den Olympischen Spielen 2000 kam er erneut nicht über die Vorrunde hinaus.
1992 gewann er den Silvesterlauf München.

## Persönliche Bestzeit
- 3000 m Hindernis: 8:16,59 min, 11. August 1995, Göteborg (ehemaliger russischer Rekord)